# Booker Washington
Booker Taliaferro Washington (ur. 5 kwietnia 1856 w Hale's Ford w Hrabstwie Franklin, zm. 14 listopada 1915 w Tuskegee) – amerykański działacz oświatowy i polityczny, pisarz oraz nauczyciel.

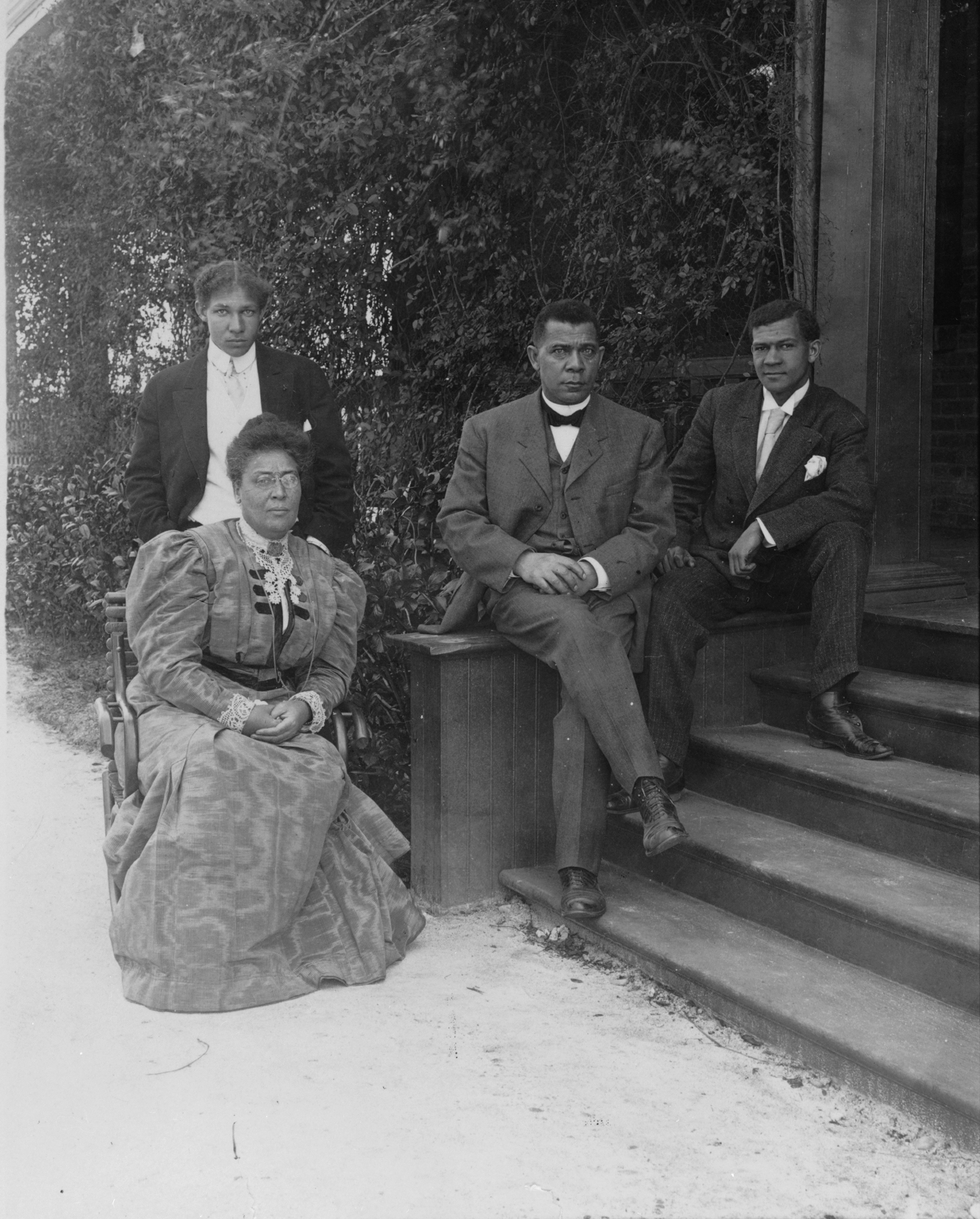
Washington wraz z żoną i dwoma synami

## Życiorys
Urodził się w 1856 roku w stanie Wirginia jako niewolnik, ponieważ jego matka była niewolnicą. Wolnym człowiekiem stał się po zakończeniu wojny secesyjnej, kiedy to zniesiono niewolnictwo w całych Stanach Zjednoczonych. Aby się utrzymać, pracował przez kilka lat w kopalni węgla. Chcąc zdobyć wykształcenie, wstąpił na Hampton University (wówczas Hampton Normal and Agricultural Institute), uczelnię dla czarnoskórych, gdzie również pracował, aby pokryć koszty nauki. Uczęszczał też do college'u w Wayland Seminary (obecnie Virginia Union University).
Washington był bardzo ważną postacią społeczności czarnoskórych Amerykanów w latach 1890-1915. Zorganizował i od 1881 roku prowadził szkołę ekonomiczną dla Afroamerykanów w Tuskegee w Alabamie. W 1900 roku założył Krajową Ligę Biznesu Murzyńskiego (National Negro Business League). We współpracy z zawodowym literatem Maxem Bennettem Thrasherem i socjologiem Robertem E. Parkiem, napisał autobiografię Up from Slavery (1901) oraz cztery inne książki:
- The Story of My Life and Work (1900)
- The Story of the Negro: The Rise of the Race from Slavery (2 vol. 1909)
- My Larger Education (1911)
- The Man Farthest Down (1912)

W 1910 roku odwiedził Polskę, m.in. Kraków, gdzie złożył różę na grobie Tadeusza Kościuszki w krypcie wawelskiej. Washington opisał to wydarzenie jako symboliczne złożenie hołdu przez czarnoskórą społeczność amerykańską wybitnemu człowiekowi, który walczył nie tylko o niepodległość Stanów Zjednoczonych, ale również o wyzwolenie czarnoskórych spod jarzma niewolnictwa.
Został przedstawiony na srebrnej, półdolarowej monecie okolicznościowej bitej w latach 1946-1951. 
W 1956 roku powstał amerykański pomnik narodowy w formie popiersia Bookera Washingtona. Znajduje się on w stanie Wirginia.